# Jacob Toppin
Jacob Toppin, né le 8 mai 2000 à Brooklyn dans l'État de New York, est un joueur américain de basket-ball évoluant aux postes d'ailier et ailier fort.

## Biographie
Jacob Toppin est le frère d'Obi Toppin, également basketteur professionnel.

### Knicks de New York (2023-mars 2025)
Fin octobre 2023, il signe un contrat two-way avec les Knicks de New York.
En août 2024, son contrat two-way est renouvelé par les Knicks. Il est coupé en mars 2025.

### Hawks d'Atlanta (depuis mars 2025)
Quelques jours après, il rebondit du côté des Hawks d'Atlanta par l'intermédiaire d'un autre contrat two-way. Son contrat two-way est prolongé en juillet 2025.